# Ildikó Pécsi
Pour les articles homonymes, voir Ildikó.
Dans le nom hongrois Pécsi Ildikó, le nom de famille précède le prénom, mais cet article utilise l’ordre habituel en français Ildikó Pécsi, où le prénom précède le nom.
Ildikó Pécsi est une actrice hongroise née le 21 mai 1940 à Polgár, en Hongrie, et morte le 5 décembre 2020 à Gödöllő.

## Biographie
Elle est mariée à Lajos Szűcs.
De 1994 à 1998, elle a été députée pour le Parti socialiste hongrois.

## Récompenses
En 1976, elle a reçu le prix Prix Mari Jászai et, en 2007, le prix Kossuth.

## Filmographie
- 1976 : Le Cinquième Sceau (Az ötödik pecsét) de Zoltán Fábri
- 1977 : Le Diable bat sa femme et marie sa fille (Veri az ördög a feleségét) de Ferenc András
- 1978 : Comme chez nous (Olyan mint otthon), de Márta Mészáros
- 1981 : A mérközés de Ferenc Kósa